# مانوئل نوریگا روئیس
مانوئل نوریگا روئیس (اسپانیایی: Manuel Noriega Ruiz‎؛ ۲۴ ژوئن ۱۸۸۰ – ۱۲ اوت ۱۹۶۱) کارگردان فیلم، بازیگر و فیلم‌نامه‌نویس اهل مکزیک بود.
از فیلم‌ها یا مجموعه‌های تلویزیونی که وی در آن‌ها نقش داشته‌است، می‌توان به جادوگر اشاره نمود.